# Frederico Sigismundo da Prússia
Frederico Sigismundo da Prússia (Joaquim Vítor Guilherme Leopoldo Frederico Sigismundo Príncipe da Prússia, em alemão: Joachim Viktor Wilhelm Leopold Friedrich Sigismund Prinz von Preußen), (17 de dezembro de 1891 - 27 de julho de 1927) foi um piloto alemão durante a Primeira Guerra Mundial e membro da Casa de Hohenzollern.

## Família
Frederico Segismundo era o segundo filho do príncipe Frederico Leopoldo da Prússia e da sua esposa, a princesa Luísa de Schleswig-Holstein. Os seus avós paternos eram o príncipe Frederico Carlos da Prússia e a princesa Maria Ana de Anhalt-Dessau. Os seus avós paternos eram o duque Frederico VIII de Schleswig-Holstein e a princesa Adelaide de Hohenlohe-Langenburg. As suas tias paternas eram as princesas Maria da Prússia, casada com o príncipe Henrique dos Países Baixos, Isabel Ana da Prússia, casada com o grão-duque Frederico Augusto II de Oldemburgo e Luísa Margarida da Prússia, casada com o príncipe Artur, duque de Connaught. Entre as suas tias maternas estava a princesa Augusta Vitória de Schleswig-Holstein, esposa do kaiser Guilherme II da Alemanha.

## Juventude
Tal como o príncipe Henrique da Prússia, Frederico era apaixonado pela aviação. Em 1911 começou a construir um aeroplano no Palácio de Glenicke com a esperança de o experimentar antes da primavera seguinte. Em 1917, o seu irmão Frederico Carlos juntou-se à força aérea alemã e, mais tarde, nesse mesmo ano, acabaria por morrer de ferimentos contraídos durante a guerra.

## Casamento e descendência
Frederico casou-se no dia 27 de abril de 1916 com a princesa Maria Luísa de Schaumburg-Lippe, uma filha do príncipe Frederico de Schaumburg-Lippe e da princesa Luísa da Dinamarca. Tiveram dois filhos:
- Luísa Vitória Margarida Antónia Sieglinde Alexandrina Estefânia Thyra (23 de agosto de 1917 - 23 de março de 2009), casada com Hans Reinhold; com descendência.
- Frederico Carlos Vítor Stefan Cristiano (19 de março de 1919 - 19 de junho de 2006), casado primeiro com Lady Hermione Mary Morton Stuart e depois com Adelheid von Bockum-Dolffs; sem descendência.

## Morte
Frederico e a sua esposa adoravam cavalos e o príncipe era considerado um dos melhores cavaleiros da Alemanha. O casal passava grande parte do seu tempo a criar e treinar cavalos nas suas propriedades em Mecklemburgo e no Castelo de Glienicke perto de Potsdam. Também era adorados na sociedade e Frederico era um dos príncipes mais adorados pela população alemã.
No dia 6 de julho de 1927, quando tinha 35 anos, Frederico Sigismundo caiu do seu cavalo quando participava num torneio internacional em Lucerne, na Suíça. Enquanto executava um salto difícil, caiu e o seu pé ficou preso numa barra e, antes de conseguir libertar-se, o cavalo passou-lhe por cima do peito várias vezes, partindo-lhe cinco costelas e causando outros ferimentos. O príncipe foi levado para o hospital, mas não resistiu aos ferimentos e morreu no dia seguinte.